# Guarujá do Sul
Guarujá do Sul är en kommun i Brasilien.   Den ligger i delstaten Santa Catarina, i den södra delen av landet, 1 300 km sydväst om huvudstaden Brasília. Antalet invånare är 4 908.
Omgivningarna runt Guarujá do Sul är en mosaik av jordbruksmark och naturlig växtlighet. Runt Guarujá do Sul är det ganska tätbefolkat, med 52 invånare per kvadratkilometer.